# The Beatles Mono Collection
The Beatles Mono Collection es un conjunto de todos los álbumes de The Beatles que originalmente se habían grabado en mezcla Mono (Please Please Me de The Beatles), publicado en octubre de 1982 por Parlophone y que fue una edición limitada de 1000 copias.